# Amt für Wehrgeophysik
Das Amt für Wehrgeophysik (AWGeophys) in der Kaserne Mont Royal in Traben-Trarbach war vom 1. Oktober 1970 bis zum 11. März 2003 das zentrale Amt der Bundeswehr für Wehrgeophysik. Es leitete den Fachdienst Geophysikalischer Beratungsdienst der Bundeswehr (GeophysBDBw). Es ging am 11. März 2003 im Amt für Geoinformationswesen der Bundeswehr (AGeoBw) auf.

## Geophysikalischer Beratungsdienst der Bundeswehr
1956 wurde der Geophysikalische Beratungsdienst der Bundeswehr (bis 1961 unter dem Namen Wetterberatungsdienst der Bundeswehr) auf Beschluss einer Sonderkommission des Haushaltsausschusses als naturwissenschaftlicher Spezialdienst ohne militärisches Personal gegründet. Später kamen weitere naturwissenschaftliche Aufgabengebiete hinzu.

## Vorläufer und Entstehung
Die Zentrale Einrichtung des GeophysBDBw war zunächst die Abteilung Wetterberatung im Allgemeinen Luftwaffenamt (aus dem später das Luftwaffenamt hervorging). Am 1. Oktober 1970 wurde das Amt für Wehrgeophysik aufgestellt. Das Amt unterstand allgemeindienstlich dem Luftwaffenamt und für den Aufgabenbereich Wehrgeophysik dem Bundesministerium der Verteidigung.

## Standort
Der Standort des Amtes für Wehrgeophysik war zunächst die Luftwaffenkaserne im heutigen Kölner Stadtteil Wahnheide. 1975 wurde begonnen, das Amt nach Traben-Trarbach zu verlegen. 1979 war der Umzug weitestgehend abgeschlossen. Der Hauptsitz des Amtes befand sich in der Kaserne Mont Royal.

## Aufgaben und Organisation

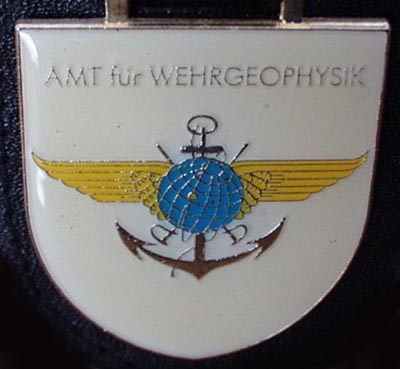
Wappen des Amts für Wehrgeophysik der Bundeswehr

### Zentralabteilung
Die Zentralabteilung war für die Steuerung des Dienstbetriebes, Angelegenheiten des militärischen Melde- und Berichtswesens sowie die Öffentlichkeitsarbeit des Amtes zuständig. Ferner plante sie für den GeophysBDBw Ausbildung und Steuerung von Fachpersonal und war für Fachinformationen und die Bibliothek zuständig.

### Abteilung Wissenschaft
Die Abteilung Wissenschaft war für Studien, Gutachten und Stellungnahme für verschiedene Bundeswehrdienststellen zuständig. Sie stellte geophysikalische Planungsunterlagen bereit und entwickelte verschiedene Beratungsverfahren.
Sie war in unterschiedliche Arbeitsbereiche unterteilt.

#### Spezielle Geophysik
Die Gruppe Spezielle Geophysik untersuchte den Einfluss geophysikalischer Bedingungen auf Waffensysteme und Gerät.
- Der Bereich Aerologie befasste sich mit der vertikalen Verteilung von Wind und Temperatur und deren Vorhersagbarkeit.
- Der Bereich Ausbreitungsmeteorologie entwickelte Rechenmodelle zur Ausbreitung von Schall, Gasen und Aerosolen.
- Der Bereich Optronik befasste sich mit dem atmosphärischen Einfluss auf Aufklärungssensoren oder Bildverstärkerbrillen für Einsätze bei Dunkelheit.
- Der Bereich Radiogeophysik erarbeitete Methoden zur Berechnung der Ausbreitung elektromagnetischer Wellen bei unterschiedlichen Wetterbedingungen (Terrestrische Refraktion).
- Der Bereich Technische Geophysik bearbeitete Probleme der Vereisung und Blitzschlaggefährdung von Luftfahrzeugen.
- Der Bereich Topometeorologie untersuchte den Einfluss von Topographie und Vegetation auf das lokale Wetter. So wurde versucht die Wetterberatung für Hubschrauber bei ungünstigen Flugbedingungen zu verbessern.

#### Biologie
Dieser Gruppe waren die umweltrelevanten Arbeitsbereiche zugeordnet.
- Der Bereich Biologie befasste sich vorwiegend mit dem Vogelschlag. Es gab ein Labor, unter anderem zur Untersuchung von sichergestellten Vogelresten. Ferner wurden Verfahren zur Vorhersage von Vogelschlagrisiken entwickelt.
- Der Bereich Klimatologie erarbeitete spezielle Beratungen zu klimatischen Bedingungen in Einsatzgebieten, auf Flugplätzen und Schiffsrouten in Deutschland, Europa und Übersee.
- Der Bereich Ökologie untersuchte Wechselwirkungen zwischen militärischen Aktivitäten und Problemen des Umweltschutzes. Ferner wurden Empfehlungen zur Tarnung militärischer Anlagen und zur Wassergewinnung und Nahrungsbeschaffung unter erschwerten Bedingungen erarbeitet.
- Der Bereich Ozeanographie bearbeitete Themen wie Wechselwirkungen Ozean – Atmosphäre und erarbeitete Vorhersageverfahren für den Seegang. Dieser Bereich arbeitete eng mit dem Marineamt zusammen.

#### Meteorologische Verfahren
Diese Gruppe erarbeitete Analyseverfahren und numerische Vorhersagemodelle. Eine Eigenentwicklung des AWGeophys war das Boundary Layer Modell (BLM).

### Abteilung Beratung
Die Abteilung Beratung hatte eine der Hauptaufgaben der AWGeophys: Die Beratung von Truppe und militärischer Führung.

#### Betriebssteuerung
Die Gruppe Betriebssteuerung archivierte alle in der Bundeswehr gewonnenen geophysikalischen Daten. Sie formulierte betriebliche Richtlinien und Vorschriften zur Wetterbeobachtung. Sie entwickelte ferner das Konzept für die Beratung von Heer, Marine und Luftwaffe und setzte das Konzept in Beratungsrichtlinien um.

#### Beratungszentrale
Die Beratungszentrale erstellte geophysikalische Beratungsunterlagen im wissenschaftlichen Termindienst. Es wurden Wetteranalysen und -vorhersagen in Karten- und Textform erstellt und Warnhinweise für die militärischen Bedarfsträger in der Bundesrepublik Deutschland herausgegeben. Beratungsunterlagen wurden auch für Teile der Bundeswehr erstellt, die außerhalb Mitteleuropas eingesetzt waren. Die Beratungszentrale war rund um die Uhr, auch am Wochenende und an Feiertagen, mit Geophysikbeamten besetzt.

### Abteilung Informationstechnik
Das AWGeophys betrieb in einem unterirdischen Schutzbau eine eigene Großrechenanlage zur Verarbeitung der riesigen Datenmengen, die bei der Wetterbeobachtung weltweit anfallen. Auf der Rechenanlage waren ferner numerische Modelle zur Wettervorhersage implementiert, unter anderem das eigene Boundary Layer Modell (BLM) für die Kurzfristvorhersage in einem kleinen Gebiet und das GME, das globale Wettervorhersagemodell des Deutschen Wetterdienstes, das hier als Backup bei einem eventuellen Ausfall des Rechenzentrums beim DWD parallel gerechnet wurde.
Das Einsammeln von Wetterdaten sowie auch das Versenden von Daten und Produkten erfolgte seit 1994 über einen eigenen Satellitenfunk über Satelliten von Eutelsat.
Die Abteilung war in eine Gruppe IT-Planung und eine Gruppe IT-Betrieb unterteilt.
Der Betrieb der Anlagen wurde rund um die Uhr von Fachpersonal gewährleistet.

### Abteilung Geologie
Die Abteilung Geologie untersuchte Fragen nach Eigenschaften von Boden, Gesteinsuntergründen und Grundwasserhorizonten. Ein großer Beratungsbedarf entstand bei Konversion ehemals militärisch genutzter Flächen in zivile Nutzung. Ferner wurden militärische Altlasten erfasst und bewertet. Auch bei der Sanierung der früheren Munitionsfabrik Espagit in Hallschlag war die Abteilung beteiligt.

## Amtsführung
Bis Mai 1972 hatte das Amt einen Leiter, danach einen Präsidenten.
|    | Name                 | Beginn der Amtszeit | Ende der Amtszeit |
| -- | -------------------- | ------------------- | ----------------- |
| 01 | Renier               | Okt. 1970           | Mai 1972          |
| 02 | Seidel               | Juni 1972           | Mai 1975          |
| 03 | Hans Baumgärtner     | Juni 1975           | März 1983         |
| 04 | Horst Lesse          | Apr. 1983           | Juli 1989         |
| 05 | Hans-Ulrich Groening | Aug. 1989           | Sep. 1991         |
| 06 | Joachim Blödorn      | Okt. 1991           | 1997              |
| 07 | Klaus Müller-Steffen | 1997                | Sep. 2001         |
| 08 | Reiner Uhlemann      | Okt. 2001           | März 2003         |

## Zusammenarbeit mit dem DWD
Zwischen dem Bundesminister für Verkehr und dem Bundesminister für Verteidigung wurde vereinbart, dass das AWGeophys mit dem Deutschen Wetterdienst auf den Gebieten Meteorologie und Klimatologie eng zusammenarbeiten sollte. Dieses betraf vor allem die Bereiche Wetterbeobachtung, Datenaustausch und -verarbeitung, Unterlagen für die Wetterberatung, Beschaffung von fachspezifischem Gerät, Ausbildung des Fachpersonals und internationale Zusammenarbeit. Durch diese Vereinbarung sollte eine wirtschaftliche Haushaltsführung angestrebt und Doppelarbeit vermieden werden.

## Nachgeordnete Bereiche
Nachgeordnete Bereiche des AWGeophys waren die Schule für Wehrgeophysik (SWGeophys) sowie die Geophysikalischen Datenleitstellen.

### Schule für Wehrgeophysik
Die SWGeophys in Fürstenfeldbruck war eine Schule der Streitkräfte. Sie war auf dem Fliegerhorst Fürstenfeldbruck untergebracht. In ihr wurden Lehrgänge zur Aus- und Fortbildung von Fachpersonal angeboten. Die Ausbildung von Anwärtern für die Laufbahnen des Wetterdienstes wurde mit denen des Deutschen Wetterdienstes zusammen durchgeführt.

### Geophysikalische Datenleitstellen
Die Geophysikalischen Datenleitstellen in Ankum, Bordelum bei Bredstedt und Jengen bei Buchloe waren regionale Fernmeldeknoten des GeophysBDBw. Sie verloren mit der Einrichtung des Satellitenfunks an Bedeutung.

## Fusion mit dem AMilGeo
Im Zuge der Fusion des Militärgeographischen Dienstes mit dem Geophysikalischen Beratungsdienst der Bundeswehr wurde aus dem Amt für Militärisches Geowesen (AMilGeo) in Euskirchen und dem AWGeophys am 11. März 2003 das Amt für Geoinformationswesen der Bundeswehr (AGeoBw) gebildet. Auch die Schule für Wehrgeophysik ging im AGeoBw auf. Am 1. Oktober 2003 wurde das AWGeophys offiziell in das AGeoBw integriert. Zum Monatswechsel November / Dezember 2012 zogen die letzten verbliebenen militärischen und zivilen Mitarbeiter von Traben-Trarbach nach Euskirchen.

## Nachnutzung
Der etwa 13 Hektar große Standort an der Straße „Über den Weinbergen“ wurde Mitte 2013 vom Bundesanstalt für Immobilienaufgaben an einen niederländischen Investor, einem früheren Inhaber von CyberBunker, verkauft. Herzstück der Anlage war der unterirdische, fünfstöckige Schutzbau mit einer Nutzfläche von 5500 Quadratmetern, ferner zählten zum Gelände zwei Bürogebäude mit einer Gesamtnutzfläche von 4300 Quadratmetern. Er wollte die Anlage weiterhin als Datenzentrum nutzen. Er beabsichtigte ein breites Kundengeschäft „mit Ausnahme von Kinderpornografie und allem, was mit Terrorismus zu tun hat“.
Am 27. September 2019 wurde mit 650 Polizeikräften eine Durchsuchung durchgeführt. Sieben Personen wurden verhaftet. Durchsuchungen gab es auch in Deutschland, in Luxemburg, in den Niederlanden und Polen.